# 청룡영화상의 수상 목록 (2010년대)
이 문서에서는 청룡영화상의 2010년대 역대 수상 목록을 나열한다.

## 제31회 (2010년)
- 일시 : 2010년 11월 26일
- 장소 : 국립극장 대극장
- 사회 : 김혜수, 이범수

| 부문                | 수상자                                       | 작품                   |
| ------------------- | -------------------------------------------- | ---------------------- |
| 작품상              | 루비콘픽쳐스, 쇼박스미디어플렉스, 다세포클럽 | 《의형제》             |
| 감독상              | 강우석                                       | 《이끼》               |
| 남우주연상          | 정재영                                       | 《이끼》               |
| 여우주연상          | 수애 윤정희                                  | 《심야의 FM》 《시》   |
| 남우조연상          | 유해진                                       | 《이끼》               |
| 여우조연상          | 윤여정                                       | 《하녀》               |
| 신인감독상          | 김광식                                       | 《내 깡패 같은 애인》  |
| 신인남우상          | 최승현                                       | 《포화 속으로》        |
| 신인여우상          | 이민정                                       | 《시라노; 연애조작단》 |
| 각본상              | 김현석                                       | 《시라노; 연애조작단》 |
| 촬영상              | 이모개                                       | 《악마를 보았다》      |
| 조명상              | 오승철                                       | 《악마를 보았다》      |
| 음악상              | 모그                                         | 《악마를 보았다》      |
| 미술상              | 이하준                                       | 《하녀》               |
| 기술상              | 박정률 (무술)                                | 《아저씨》             |
| 단편영화상          | 정동락                                       | 《꽃님이》             |
| 인기스타상(남)      | 원빈, 최승현                                 |                        |
| 인기스타상(여)      | 조여정, 손예진                               |                        |
| 한국영화 최다관객상 | 오퍼스픽쳐스                                 | 《아저씨》             |

## 제32회 (2011년)
- 일시 : 2011년 11월 25일
- 장소 : 경희대 평화의전당
- 사회 : 김혜수, 이범수

| 부문                | 수상자                   | 작품                  |
| ------------------- | ------------------------ | --------------------- |
| 작품상              | 외유내강, 필름트레인     | 《부당거래》          |
| 감독상              | 류승완                   | 《부당거래》          |
| 남우주연상          | 박해일                   | 《최종병기 활》       |
| 여우주연상          | 김하늘                   | 《블라인드》          |
| 남우조연상          | 류승룡                   | 《최종병기 활》       |
| 여우조연상          | 김수미                   | 《그대를 사랑합니다》 |
| 신인감독상          | 윤성현                   | 《파수꾼》            |
| 신인남우상          | 이제훈                   | 《파수꾼》            |
| 신인여우상          | 문채원                   | 《최종병기 활》       |
| 각본상              | 박훈정                   | 《부당거래》          |
| 촬영상              | 김우형                   | 《고지전》            |
| 조명상              | 황순욱                   | 《황해》              |
| 음악상              | 모그                     | 《도가니》            |
| 미술상              | 류성희                   | 《고지전》            |
| 기술상              | 오세영(무술)             | 《최종병기 활》       |
| 단편영화상          | 양효주                   | 《부서진 밤》         |
| 인기스타상(남)      | 공유, 고수               |                       |
| 인기스타상(여)      | 최강희, 김혜수           |                       |
| 한국영화 최다관객상 | 다세포클럽, 디씨지플러스 | 《최종병기 활》       |

## 제33회 (2012년)
- 일시 : 2012년 11월 30일
- 장소 : 서울 세종문화회관
- 사회 : 김혜수, 유준상

| 부문                | 수상자                | 작품                                 |
| ------------------- | --------------------- | ------------------------------------ |
| 작품상              | 김기덕필름            | 《피에타》                           |
| 감독상              | 정지영                | 《부러진 화살》                      |
| 남우주연상          | 최민식                | 《범죄와의 전쟁: 나쁜놈들 전성시대》 |
| 여우주연상          | 임수정                | 《내 아내의 모든 것》                |
| 남우조연상          | 류승룡                | 《내 아내의 모든 것》                |
| 여우조연상          | 문정희                | 《연가시》                           |
| 신인감독상          | 김홍선                | 《공모자들》                         |
| 신인남우상          | 조정석                | 《건축학개론》                       |
| 신인여우상          | 김고은                | 《은교》                             |
| 각본상              | 윤종빈                | 《범죄와의 전쟁: 나쁜놈들 전성시대》 |
| 촬영상              | 김태경                | 《은교》                             |
| 조명상              | 홍승철                | 《은교》                             |
| 음악상              | 조영욱                | 《범죄와의 전쟁: 나쁜놈들 전성시대》 |
| 미술상              | 오흥석                | 《광해, 왕이 된 남자》               |
| 기술상              | 유상섭, 정윤헌 (무술) | 《도둑들》                           |
| 단편영화상          | 강원                  | 《밤》                               |
| 인기스타상(남)      | 하정우, 김수현        |                                      |
| 인기스타상(여)      | 공효진, 배수지        |                                      |
| 한국영화 최다관객상 | 케이퍼필름            | 《도둑들》                           |

## 제34회 (2013년)
- 일시 : 2013년 11월 22일
- 장소 : 경희대 평화의전당
- 사회 : 김혜수, 유준상

| 부문                | 수상자                   | 작품                       |
| ------------------- | ------------------------ | -------------------------- |
| 작품상              | 필름모멘텀               | 《소원》                   |
| 감독상              | 봉준호                   | 《설국열차》               |
| 남우주연상          | 황정민                   | 《신세계》                 |
| 여우주연상          | 한효주                   | 《감시자들》               |
| 남우조연상          | 이정재                   | 《관상》                   |
| 여우조연상          | 라미란                   | 《소원》                   |
| 신인감독상          | 김병우                   | 《더 테러 라이브》         |
| 신인남우상          | 여진구                   | 《화이: 괴물을 삼킨 아이》 |
| 신인여우상          | 박지수                   | 《마이 라띠마》            |
| 각본상              | 김지혜, 조중훈           | 《소원》                   |
| 촬영상              | 최영환                   | 《베를린》                 |
| 조명상              | 김성관                   | 《베를린》                 |
| 음악상              | 모그                     | 《화이: 괴물을 삼킨 아이》 |
| 미술상              | 앙드레 넥바실            | 《설국열차》               |
| 기술상              | 정성진 (시각효과)        | 《미스터 고》              |
| 단편영화상          | 전효정                   | 《미자》                   |
| 인기스타상(남)      | 이병헌, 설경구           |                            |
| 인기스타상(여)      | 공효진, 김민희           |                            |
| 한국영화 최다관객상 | 화인웍스, CL엔터테인먼트 | 《7번방의 선물》           |

## 제35회 (2014년)
- 일시 : 2014년 11월 27일
- 장소 : 서울 세종문화회관
- 사회 : 김혜수, 유준상

| 부문                | 수상자                       | 작품                     |
| ------------------- | ---------------------------- | ------------------------ |
| 작품상              | 위더스필름, 윌엔터테인먼트   | 《변호인》               |
| 감독상              | 김한민                       | 《명량》                 |
| 남우주연상          | 송강호                       | 《변호인》               |
| 여우주연상          | 천우희                       | 《한공주》               |
| 남우조연상          | 조진웅                       | 《끝까지 간다》          |
| 여우조연상          | 김영애                       | 《변호인》               |
| 신인감독상          | 이수진                       | 《한공주》               |
| 신인남우상          | 박유천                       | 《해무》                 |
| 신인여우상          | 김새론                       | 《도희야》               |
| 각본상              | 김성훈                       | 《끝까지 간다》          |
| 촬영조명상          | 최찬민 (촬영), 유영종 (조명) | 《군도: 민란의 시대》    |
| 편집상              | 김장주                       | 《끝까지 간다》          |
| 음악상              | 조영욱                       | 《군도: 민란의 시대》    |
| 미술상              | 이하준                       | 《해무》                 |
| 기술상              | 강종익 (시각효과)            | 《해적: 바다로 간 산적》 |
| 단편영화상          | 방우리                       | 《영희씨》               |
| 인기스타상(남)      | 김우빈, 송승헌, 임시완       |                          |
| 인기스타상(여)      | 신세경                       |                          |
| 한국영화 최다관객상 | 빅스톤픽쳐스                 | 《명량》                 |

## 제36회 (2015년)
- 일시 : 2015년 11월 26일
- 장소 : 경희대 평화의전당
- 사회 : 김혜수, 유준상

| 부문                | 수상자                       | 작품                     |
| ------------------- | ---------------------------- | ------------------------ |
| 작품상              | 케이퍼필름                   | 《암살》                 |
| 감독상              | 류승완                       | 《베테랑》               |
| 남우주연상          | 유아인                       | 《사도》                 |
| 여우주연상          | 이정현                       | 《성실한 나라의 앨리스》 |
| 남우조연상          | 오달수                       | 《국제시장》             |
| 여우조연상          | 전혜진                       | 《사도》                 |
| 신인감독상          | 김태용                       | 《거인》                 |
| 신인남우상          | 최우식                       | 《거인》                 |
| 신인여우상          | 이유영                       | 《간신》                 |
| 각본상              | 김성제, 손아람               | 《소수의견》             |
| 촬영조명상          | 김태경 (촬영), 홍승철 (조명) | 《사도》                 |
| 편집상              | 양진모                       | 《뷰티 인사이드》        |
| 음악상              | 방준석                       | 《사도》                 |
| 미술상              | 류성희                       | 《국제시장》             |
| 기술상              | 조상경, 손나리 (의상)        | 《암살》                 |
| 단편영화상          | 유재현                       | 《출사》                 |
| 인기스타상(남)      | 이민호, 박서준               |                          |
| 인기스타상(여)      | 박보영, 김설현               |                          |
| 한국영화 최다관객상 | JK필름                       | 《국제시장》             |

## 제37회 (2016년)
- 일시 : 2016년 11월 25일
- 장소 : 경희대 평화의전당
- 사회 : 김혜수, 유준상

| 부문                | 수상자                       | 작품            |
| ------------------- | ---------------------------- | --------------- |
| 작품상              | 내부자들 문화전문회사        | 《내부자들》    |
| 감독상              | 나홍진                       | 《곡성》        |
| 남우주연상          | 이병헌                       | 《내부자들》    |
| 여우주연상          | 김민희                       | 《아가씨》      |
| 남우조연상          | 쿠니무라 준                  | 《곡성》        |
| 여우조연상          | 박소담                       | 《검은 사제들》 |
| 신인감독상          | 윤가은                       | 《우리들》      |
| 신인남우상          | 박정민                       | 《동주》        |
| 신인여우상          | 김태리                       | 《아가씨》      |
| 각본상              | 신연식                       | 《동주》        |
| 촬영조명상          | 이모개 (촬영), 이성환 (조명) | 《아수라》      |
| 편집상              | 김선민                       | 《곡성》        |
| 음악상              | 달파란, 장영규               | 《곡성》        |
| 미술상              | 류성희                       | 《아가씨》      |
| 기술상              | 곽태용, 황효균 (특수분장)    | 《부산행》      |
| 단편영화상          | 이지원                       | 《여름밤》      |
| 인기스타상(남)      | 정우성, 쿠니무라 준          |                 |
| 인기스타상(여)      | 배두나, 손예진               |                 |
| 한국영화 최다관객상 | 레드피터                     | 《부산행》      |

## 제38회 (2017년)
- 일시 : 2017년 11월 25일
- 장소 : 경희대 평화의전당
- 사회 : 김혜수, 이선균

| 부문                | 수상자                     | 작품                         |
| ------------------- | -------------------------- | ---------------------------- |
| 작품상              | 더램프(주)                 | 《택시운전사》               |
| 감독상              | 김현석                     | 《아이 캔 스피크》           |
| 남우주연상          | 송강호                     | 《택시운전사》               |
| 여우주연상          | 나문희                     | 《아이 캔 스피크》           |
| 남우조연상          | 진선규                     | 《범죄도시》                 |
| 여우조연상          | 김소진                     | 《더 킹》                    |
| 신인감독상          | 이현주                     | 《연애담》                   |
| 신인남우상          | 도경수                     | 《형》                       |
| 신인여우상          | 최희서                     | 《박열》                     |
| 각본상              | 황동혁                     | 《남한산성》                 |
| 촬영조명상          | 조형래(촬영), 박정우(조명) | 《불한당: 나쁜 놈들의 세상》 |
| 편집상              | 신민경                     | 《더 킹》                    |
| 음악상              | 조영욱                     | 《택시운전사》               |
| 미술상              | 이후경                     | 《군함도》                   |
| 기술상              | 권귀덕                     | 《악녀》                     |
| 단편영화상          | 곽은미                     | 《대자보》                   |
| 인기스타상(남)      | 설경구, 조인성             |                              |
| 인기스타상(여)      | 나문희, 김수안             |                              |
| 한국영화 최다관객상 | 더램프(주)                 | 《택시운전사》               |

## 제39회 (2018년)
- 일시 : 2018년 11월 23일
- 장소 : 경희대학교 평화의전당
- 사회 : 김혜수, 유연석

| 부문                | 수상자                               | 작품                  |
| ------------------- | ------------------------------------ | --------------------- |
| 작품상              | (주)우정필름                         | 《1987》              |
| 감독상              | 윤종빈                               | 《공작》              |
| 남우주연상          | 김윤석                               | 《1987》              |
| 여우주연상          | 한지민                               | 《미쓰백》            |
| 남우조연상          | 김주혁                               | 《독전》              |
| 여우조연상          | 김향기                               | 《신과함께: 죄와 벌》 |
| 신인감독상          | 전고운                               | 《소공녀》            |
| 신인남우상          | 남주혁                               | 《안시성》            |
| 신인여우상          | 김다미                               | 《마녀》              |
| 각본상              | 곽경택, 김태균                       | 《암수살인》          |
| 촬영조명상          | 김승규, 김우형                       | 《1987》              |
| 편집상              | 김형주, 정범식, 양동엽               | 《곤지암》            |
| 음악상              | 달파란                               | 《독전》              |
| 미술상              | 박일현                               | 《공작》              |
| 기술상              | 진종현                               | 《신과함께: 죄와 벌》 |
| 단편영화상          | 허지은, 이경호                       | 《신기록》            |
| 인기스타상(남)      | 주지훈, 김영광                       |                       |
| 인기스타상(여)      | 김향기, 진서연                       |                       |
| 한국영화 최다관객상 | 리얼라이즈픽쳐스, (주)덱스터스튜디오 | 《신과함께: 죄와 벌》 |

## 제40회 (2019년)
- 일시 : 2019년 11월 21일
- 장소 : 인천 파라다이스 시티
- 사회 : 김혜수, 유연석

| 부문                | 수상자             | 작품              |
| ------------------- | ------------------ | ----------------- |
| 작품상              | (주)바른손이앤에이 | 《기생충》        |
| 감독상              | 봉준호             | 《기생충》        |
| 남우주연상          | 정우성             | 《증인》          |
| 여우주연상          | 조여정             | 《기생충》        |
| 남우조연상          | 조우진             | 《국가부도의 날》 |
| 여우조연상          | 이정은             | 《기생충》        |
| 신인감독상          | 이상근             | 《엑시트》        |
| 신인남우상          | 박해수             | 《양자물리학》    |
| 신인여우상          | 김혜준             | 《미성년》        |
| 각본상              | 김보라             | 《벌새》          |
| 촬영조명상          | 김지용, 조규영     | 《스윙키즈》      |
| 편집상              | 남나영             | 《스윙키즈》      |
| 음악상              | 김태성             | 《사바하》        |
| 미술상              | 이하준             | 《기생충》        |
| 기술상              | 윤진율, 권지훈     | 《엑시트》        |
| 단편영화상          | 장유진             | 《밀크》          |
| 인기스타상(남)      | 이광수, 박형식     |                   |
| 인기스타상(여)      | 이하늬, 임윤아     |                   |
| 한국영화 최다관객상 | (주)어바웃필름     | 《극한직업》      |

## 같이 보기
- 청룡영화상의 수상 목록